# Spiritual Jazz
Spiritual Jazz meint zunächst eine Musizierhaltung von Jazzmusikern, die auf die Artikulation politischer Emanzipation ebenso zielt wie auf spirituelle Hingabe und kulturelle Selbstvergewisserung. Sie entstand in den späten 1960er Jahren in der Auseinandersetzung mit dem Werk von John Coltrane. Eine erste Blüte hatte sie in den 1970er Jahren. Seit einigen Jahren gewinnt sie neue Aktualität.

## Definition
Wenn Journalisten, Kritiker und Jazzfans von Spiritual Jazz sprechen, meinen sie in der Regel Musik, die in den Jahren zwischen 1965 und 1977 entstand oder daran angelegt ist. „Spiritual Jazz kann als eine Mischung aus Free-Jazz-Elementen, nicht-westlichen Instrumenten und Traditionen, afrozentrischen Klängen und Bildern, dem Einsatz von elektrischen Keyboards und dem Studio als Instrument, meditativen Qualitäten und Tempo, Modalität (und insbesondere dem dorischen Modus), Quart-Harmonie, Bebop-Sprache und dem Blues gesehen werden.“

## Geschichte
Die Entwicklung des Spiritual Jazz ist geprägt von Namen wie John und Alice Coltrane, Pharoah Sanders oder Gary Bartz. Sie schufen mit ihren Gruppen epochale Meisterwerke, die bis heute eine hohe Anziehungskraft haben, etwa A Love Supreme (1965), Karma (1969) oder The Jewel in the Lotus (1974), außerdem Sun Ras The Heliocentric Worlds (1965). In die gleiche Linie können nach einer Untersuchung von Jonathan Greenstein auch Billy Harper, Bennie Maupin und John Gilmore eingeordnet werden. Ähnlich wie zuvor schon Sanders schöpften diese aus der Jazztradition; zugleich bezogen sie aber Elemente von Gospel, Soul, afrikanischen Folk, Rhythm and Blues und das, was später als Weltmusik bezeichnet wurde, ein. Das alles wurde (exemplarisch bei Sanders) „in einen Teppich verwoben, der von afroamerikanischer Identität, spiritueller Verwirklichung und Weltfrieden sprach.“ Sanders wird mittlerweile sogar als der „Inbegriff des Spiritual Jazz“ gewürdigt.
Gerald Short, Besitzer des Plattenlabels Jazzman und Wiederveröffentlicher rarer Aufnahmen, schrieb über die 2008 erschienene Kompilations-CD Spiritual Jazz, die Aufnahmen aus den Jahren 1968 bis 1977 enthält und die erste in einer Serie ist, die mittlerweile (2021) 13 Alben umfasst: „Der Begriff Spiritual Jazz wurde etwa zu der Zeit geprägt, als wir dieses Album zusammenstellten. Zuvor war dieser Stil von 'esoterischem, modalem und tiefem Jazz' den Sammlern nur unter dem allumfassenden Namen 'modal' bekannt.“
Seit einigen Jahren wird sich in Sammlereditionen und Wiederveröffentlichungen wieder deutlich auf die Musiker dieser Richtung bezogen, die in der Jazzforschung weitgehend ausgeblendet bzw. nur hinsichtlich ihres Beitrags zur Fusionsmusik betrachtet worden war. Der Begriff Spiritual Jazz setzte sich auch bei der Kritik und dem Jazzpublikum durch; von den Zusammenstellern der entsprechenden Kompilationen werden teilweise auch Sun Ra, Lonnie Liston Smith, McCoy Tyner ebenso wie Johnny Dyani, Adele Sebastian oder Ken McIntyre in den Spiritual Jazz eingeordnet. Ebenso legte der Organist Doug Carn von Anfang der 1970er Jahre an mit einer Reihe von Alben (teilweise mit der Sängerin Jean Carn, seiner damaligen Ehefrau) einen
Grundstein für den Spiritual Jazz, wie er „heute von jungen Musikern auf der ganzen Welt verfolgt“ werde.
Kamasi Washington schloss mit Alben wie Heaven & Earth (2018) an diese Bewegung an. Tonträger von Ted Poor (You Already Know) und Isaiah Collier oder Dwight Trible (Mothership) werden hier gleichfalls eingeordnet. Auch britische Musiker um die Band Maisha von Jake Long wie Shabaka Hutchings oder Nubya Garcia (Source) griffen diese Musizierhaltung auf. „Die Beschäftigung mit Politik und Religiosität, mit afroamerikanischer Geschichte und Kolonialismus prägte Ende der 1960er schon einmal Spiritual Jazz. Das ist auch heute, in Zeiten von Black Lives Matter, wieder ein Thema.“ Mit Gary Bartz, der Spiritual Jazz „vor allem als Widerstand“ interpretiert, konnte daher die britische Band Maisha (auf dem Album Night Dreamer) gut zusammenarbeiten. Auch andere Europäer, wie der britische Trompeter Matthew Halsall, die auf Ibiza lebende Saxophonistin Muriel Grossmann oder der italienische Schlagzeuger Tommaso Cappellato, denen eine spirituelle Dimension in ihrer Musik wichtig ist, werden als Musiker verstanden, die an die Tradition des Spiritual Jazz anknüpfen. Ebenso Nduduzo Makhathini und sein Album Modes of Communication: Letters from the Underworlds, ebenso Tamil Nadu (Daughter of a Temple), Nala Sinephro (Endlessness), Mali Obomsawin (Sweet Tooth) und Georgia Anne Muldrow mit Jyoti (Mama, You Can Bet!).